# Louise McKinney
Louise McKinney (Frankville, 22 de setembro de 1868 - Claresholm, 10 de julho de 1931) foi uma política canadense, defensora do movimento da temperança e ativista dos direitos das mulheres. Ela foi a primeira mulher eleita para a Assembleia Legislativa de Alberta e a primeira a servir em uma legislatura no Império Britânico. Serviu na legislatura de Alberta de 1917 a 1921 como membro da Non-Partisan League. Mais tarde, foi uma das Cinco Famosas que fez campanha com sucesso pelo direito das mulheres canadenses de serem nomeadas para o Senado.
McKinney estava fortemente envolvida na União Cristã de Temperança Feminina e serviu como presidente da filial de Alberta por 22 anos, de 1908 a 1930. Em 1930, ela foi eleita presidente do "Dominion WCTU" e organizou a Convenção Mundial de 1931 em Toronto. Apoiou leis de imigração mais rígidas e a criação de instituições para pessoas "deficientes mentais". Em 2009, o Senado do Canadá votou para que ela outras integrantes das Cinco Famosas fossem senadoras honorárias do Canadá.

## Primeiros anos
Louise Crummy nasceu em 22 de setembro de 1868 em Frankville, Ontário, sendo a sexta de dez filhos de Richard Crummy e Esther Empey. Seu pai imigrou da Irlanda para se estabelecer no Alto Canadá em 1842, trazendo mais tarde sua esposa em 1857. McKinney se formou na Athens High School com a intenção de se tornar médica, mas enfrentou dificuldades para entrar na faculdade de medicina devido ao seu gênero. Assim, ela frequentou a Escola Normal de Ottawa para se tornar professora. Ela lecionou por quatro anos em Ontário antes de se mudar para Dakota do Norte, onde exerceu o magistério por mais três anos.

## Envolvimento na União Cristã de Temperança Feminina

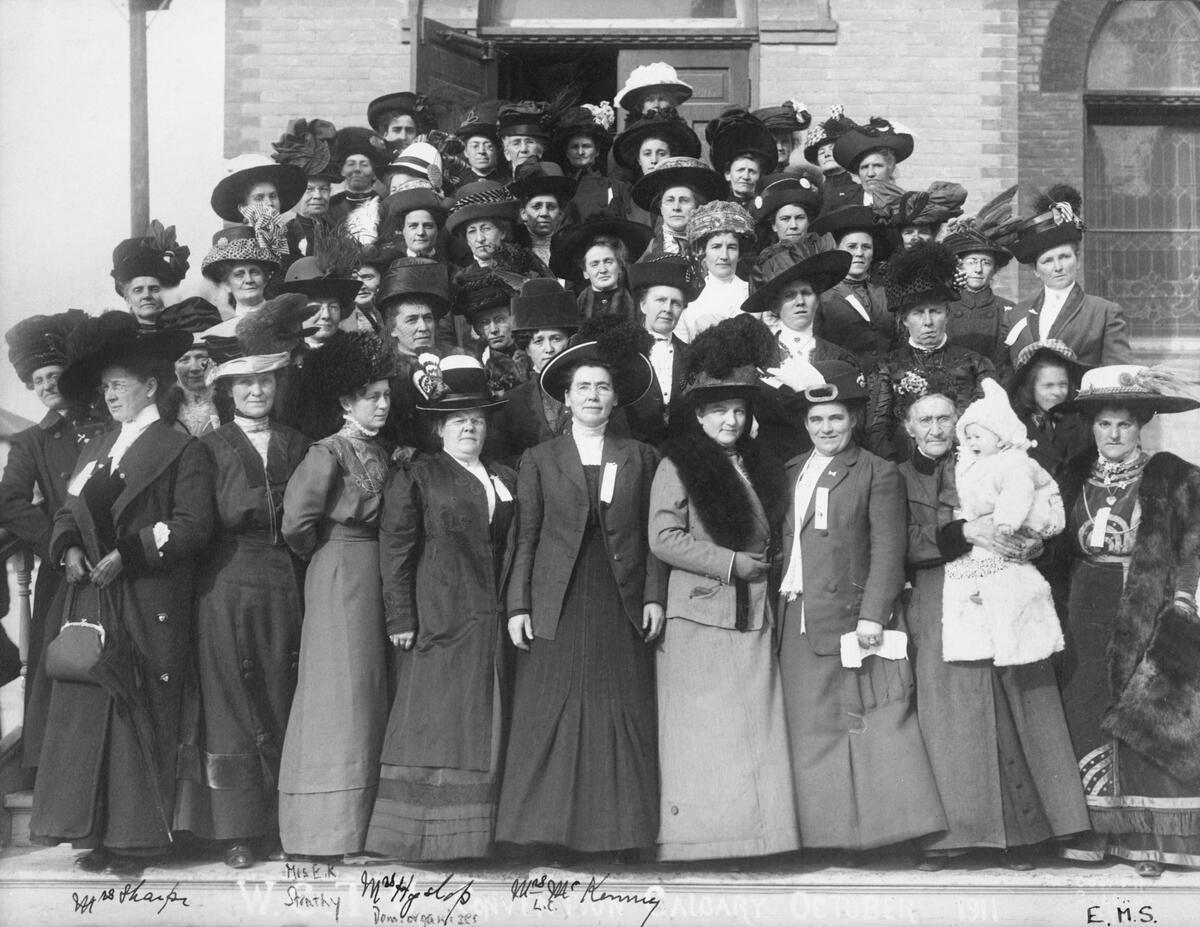
Convenção da WCTU em Calgary, Alberta, em outubro de 1911. McKinney está no centro da primeira fila.

Enquanto lecionava em Dakota do Norte, McKinney se interessou pela União Cristã de Temperança Feminina. Em 1894 ela se tornou uma das organizadoras locais, viajando pelo estado para pregar sobre os perigos do álcool. Enquanto trabalhava nessa função, ela conheceu James McKinney, com quem se casou em março de 1896. Eles tiveram um filho, Williard, cujo nome foi dado em homenagem a Frances Williard, a fundadora da WCTU. Louise foi eleita presidente do distrito da WCTU de Dakota do Norte em 1898 e representou sua área na Convenção Nacional no ano seguinte. Os McKinneys continuaram a cultivar em Dakota do Norte até 1903, quando se mudaram para os Territórios do Noroeste (atual Alberta) e se estabeleceram perto de Claresholm.
Poucas semanas depois de chegar a Alberta, Louise McKinney já havia decidido estabelecer uma filial local da WCTU. No ano seguinte, ela se reuniu com mulheres dos Territórios do Noroeste para discutir a formação de uma entidade maior. Foi estabelecida a WCTU dos Territórios do Noroeste, que mais tarde foi renomeada como WCTU de Alberta e Saskatchewan quando se tornaram províncias em 1905. Em 1912, a organização tinha tantos membros que se dividiu em grupos separados para cada província. McKinney serviu como presidente da WCTU de Alberta  por 22 anos, de 1908 a 1930. No mesmo período, atuou como vice-presidente da Dominion WCTU. Em 1930, ela foi eleita presidente da Dominion WCTU e organizou a Convenção Mundial de 1931 em Toronto, onde foi eleita vice-presidente do WCTU Mundial.

## Carreira política
McKinney concorreu a uma cadeira no Legislativo de Alberta pelo distrito eleitoral de Claresholm nas eleições gerais de 1917, a primeira eleição em que as mulheres puderam votar. Ela derrotou o incumbente liberal William Moffat coma candidato da Non-Partisan League. Ao vencer a eleição, ela se tornou a primeira mulher eleita para uma legislatura no Império Britânico. Grande parte de seu mandato foi focado em trabalhar para uma proibição mais eficaz, e ela ganhou a reputação de debatedora competente.. Juntamente com Henrietta Muir Edwards, ela redigiu e apresentou uma moção que assegurava que as viúvas receberiam uma parte dos bens de seus maridos.. Depois de aprovado, tornou-se conhecido como Dower Act.
Várias de suas colegas membros do Famous Five, incluindo Parlby, Murphy e McClung, apoiavam o movimento de eugenia em Alberta. Não se sabe se McKinney apoiou a esterilização obrigatória de "deficientes mentais", mas ela defendeu a criação de instituições para prevenir a reprodução de pessoas com problemas mentais. McKinney também apoiou indiretamente o movimento eugenista ao promover leis de imigração mais rígidas.

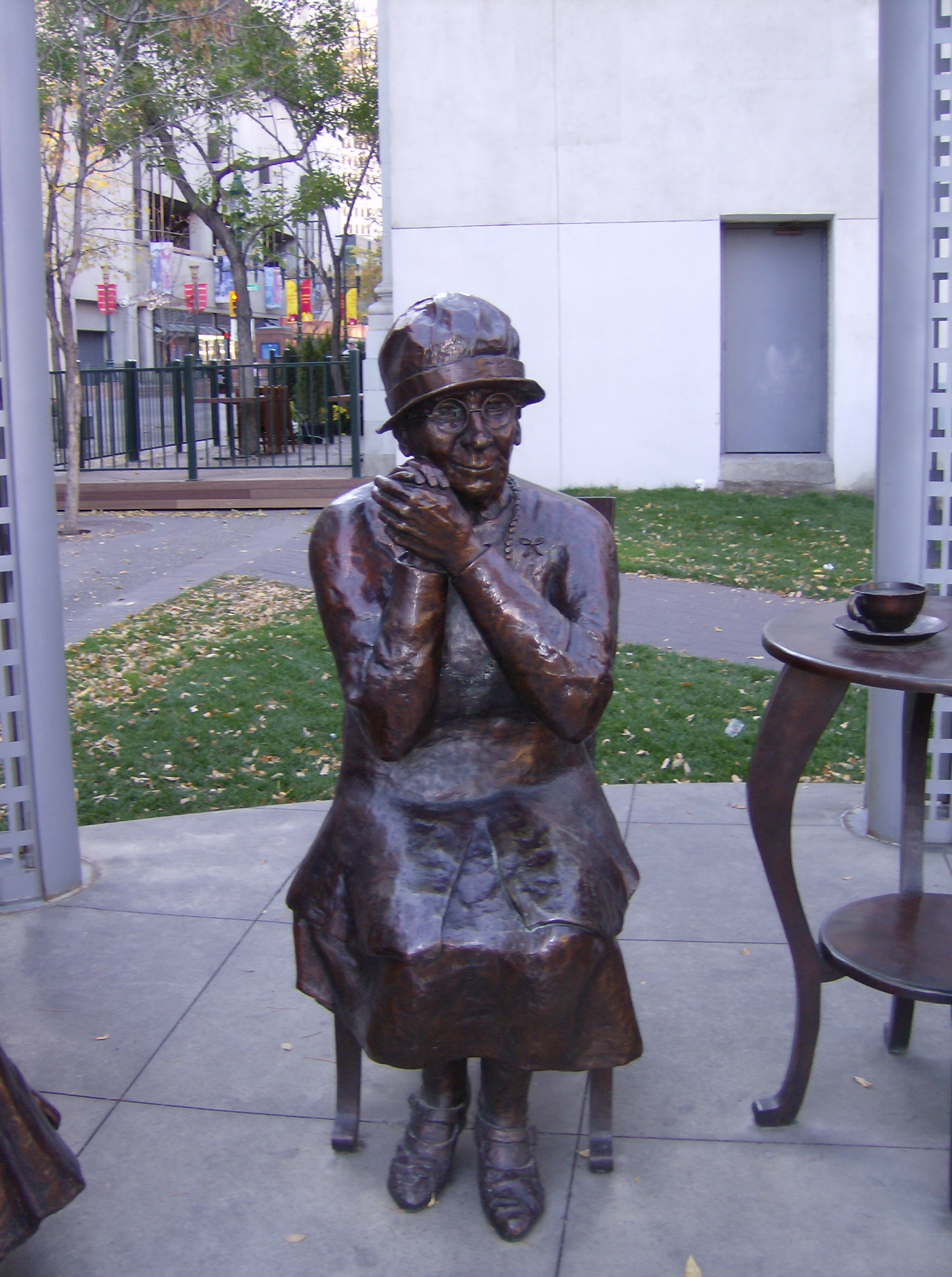
Estátua de McKinney em Calgary, Alberta

Ela concorreu a um segundo mandato nas eleições gerais de Alberta em 1921 como membro do United Farmers, mas foi derrotada pelo candidato independente Thomas Milnes, por uma margem de 46 votos. Embora nunca tenha concorrido a um cargo político novamente, ela permaneceu ativa e foi uma das quatro mulheres, e a única mulher do oeste do Canadá, selecionada para assinar a Base da União para a Igreja Unida do Canadá em 1925.

## O Caso das Pessoas
McKinney foi uma das cinco famosas, junto com Irene Parlby, Henrietta Muir Edwards, Emily Murphy e Nellie McClung, um grupo de cinco mulheres que lutaram pelo direito de serem consideradas "pessoas" e serem elegíveis para servir no Senado do Canadá. O caso é oficialmente intitulado Edwards v Canada (AG), mas é popularmente conhecido como Caso Pessoas. Em 1927, o caso foi levado à Suprema Corte do Canadá, que decidiu que as mulheres não eram elegíveis para servir no Senado. Em 1929, a decisão foi apelada ao Comitê Judicial do Conselho Privado, a mais alta corte do Canadá na época. O Comitê Judicial anulou a decisão da Suprema Corte, e a primeira mulher, Cairine Wilson, foi nomeada para o Senado no ano seguinte.

## Morte
McKinney adoeceu durante a Convenção Mundial WCTU em junho de 1931, e sua doença piorou após seu retorno a Claresholm. Ela morreu depois de voltar para casa no mês seguinte, menos de dois anos após sua vitória no Caso Pessoas. Sua morte foi um choque para a WCTU, e homenagens vieram de todo o país e do mundo.
Em 1939, o governo do Canadá reconheceu McKinney como uma pessoa de importância histórica nacional. Uma placa comemorativa está em exibição no correio em Claresholm. Em 1997, o caso Pessoas foi reconhecido como um evento histórico nacional. Em 2000, dois monumentos idênticos foram criados em Calgary, Alberta, e perto do Edifício do Senado do Canadá, em Ottawa, Ontário. Os monumentos, chamados Mulheres são Pessoas!, retratam os membros das Cinco Famosas lendo as notícias sobre sua vitória no Caso Pessoas. Os monumentos foram posteriormente apresentados na nota de $ 50 da série Jornada Canadense. Em outubro de 2009, o Senado votou para nomear McKinney e o restante das Cinco Famosas do Canadá como as primeiras "senadoras honorárias".